# Sa Lý
Sa Lý là một xã thuộc tỉnh Bắc Ninh, Việt Nam.

## Địa lý
Xã Sa Lý có vị trí địa lý:
- Phía đông giáp xã Xuân Dương, tỉnh Lạng Sơn
- Phía tây và nam giáp xã Biên Sơn
- Phía bắc giáp xã Quan Sơn, tỉnh Lạng Sơn.

Xã Sa Lý có diện tích 83,95 km², dân số 6.352 người, mật độ dân số đạt 75 người/km².

## Lịch sử
Ngày 27 tháng 10 năm 1962, Quốc hội ban hành Nghị quyết về việc thành lập tỉnh Hà Bắc trên cơ sở tỉnh Bắc Giang và tỉnh Bắc Ninh. Khi đó, xã Sa Lý thuộc huyện Lục Ngạn, tỉnh Hà Bắc.
Ngày 6 tháng 11 năm 1996, Quốc hội ban hành Nghị quyết về việc chia tỉnh Hà Bắc thành tỉnh Bắc Giang và tỉnh Bắc Ninh. Khi đó, xã Sa Lý thuộc huyện Lục Ngạn, tỉnh Bắc Giang.
Ngày 16 tháng 6 năm 2025, Ủy ban Thường vụ Quốc hội ban hành Nghị quyết số 1658/NQ-UBTVQH15 của UBTVQH về việc sắp xếp các đơn vị hành chính cấp xã của tỉnh Bắc Ninh năm 2025. Theo đó, sắp xếp toàn bộ diện tích tự nhiên, quy mô dân số của xã Phong Minh và xã Sa Lý thành xã mới có tên gọi là xã Sa Lý.